# 디트로이트 임무
디트로이트 임무는 미국 공수부대의 노르망디 강하 당시 제82공수사단 소속 공수부대원들이 1944년 6월 6일 아침에 실시한 강습 작전의 일부이다. 노르망디 상륙과 오버로드 작전의 일부인 이 강습에서 82공수사단은 연합군이 점령해야 할 해변의 후방을 점거하려고 했다. 글라이더 작전으로 수행되려고 했던 강습은 보스턴 임무 이후 강하부대를 강화하는 임무로 변경되었다. 유타 해변 서쪽에 위치한 생메르글리제가 강습 목표였다.
생메르글리에즈를 확보하고 메데레 강을 따라 난 교량을 점령하는 것이 사단의 목표였다. 유타 해변에서 오던 미국 제4보병사단은 이 작전을 통해 셰르부르 항을 향해 북쪽으로 쉽게 점령할 수 있었다. 이 날 82공수사단의 사상자는 6,600명 중 1,260명으로 전체 중 20%에 달하는 병력이었다. 이후 나머지 병력은 엘마이라 임무에서 글라이더로 지역에 착륙했다.

## 같이 보기
- 시카고 임무
- 엘마이라 임무
- 통가 작전

## 참고 자료
- Harrison, G. A. (1951). 《Cross-Channel Attack》 (PDF). United States Army in World War II: The European Theater of Operations. Washington, DC: Office of the Chief of Military History, Department of the Army. OCLC 606012173. 2012년 9월 27일에 원본 문서 (PDF)에서 보존된 문서. 2014년 6월 9일에 확인함.
- Warren, J. C. (1956). “Airborne Operations in World War II, European Theater” (PDF). USAF Historical Studies (97). Maxwell AFB, Alabama: USAF Historical Division, Research Studies Institute Air University. ISBN 0-89126-015-3. 2016년 6월 24일에 원본 문서 (PDF)에서 보존된 문서. 2014년 6월 15일에 확인함.